# Cahaya Marga
Cahaya Marga is een bestuurslaag in het regentschap Ogan Ilir van de provincie Zuid-Sumatra, Indonesië. Cahaya Marga telt 1084 inwoners (volkstelling 2010).